# Rysstjärnen, Medelpad
Rysstjärnen är en sjö i Ånge kommun i Medelpad och ingår i Ljungans huvudavrinningsområde. Sjöns area är 0,19 kvadratkilometer och den befinner sig 185 meter över havet.